# Municipio de Lincoln (condado de Pottawatomie)
El municipio de Lincoln (en inglés: Lincoln Township) es un municipio ubicado en el condado de Pottawatomie en el estado estadounidense de Kansas. En el año 2010 tenía una población de 119 habitantes y una densidad poblacional de 1,53 personas por km².

## Geografía
El municipio de Lincoln se encuentra ubicado en las coordenadas 39°25′40″N 96°5′3″O / 39.42778, -96.08417. Según la Oficina del Censo de los Estados Unidos, el municipio tiene una superficie total de 77.56 km², de la cual 77,06 km² corresponden a tierra firme y (0,63 %) 0,49 km² es agua.

## Demografía
Según el censo de 2010, había 119 personas residiendo en el municipio de Lincoln. La densidad de población era de 1,53 hab./km². De los 119 habitantes, el municipio de Lincoln estaba compuesto por el 97,48 % blancos y el 2,52 % eran de una mezcla de razas. Del total de la población el 0 % eran hispanos o latinos de cualquier raza.